# 我輩はカモである

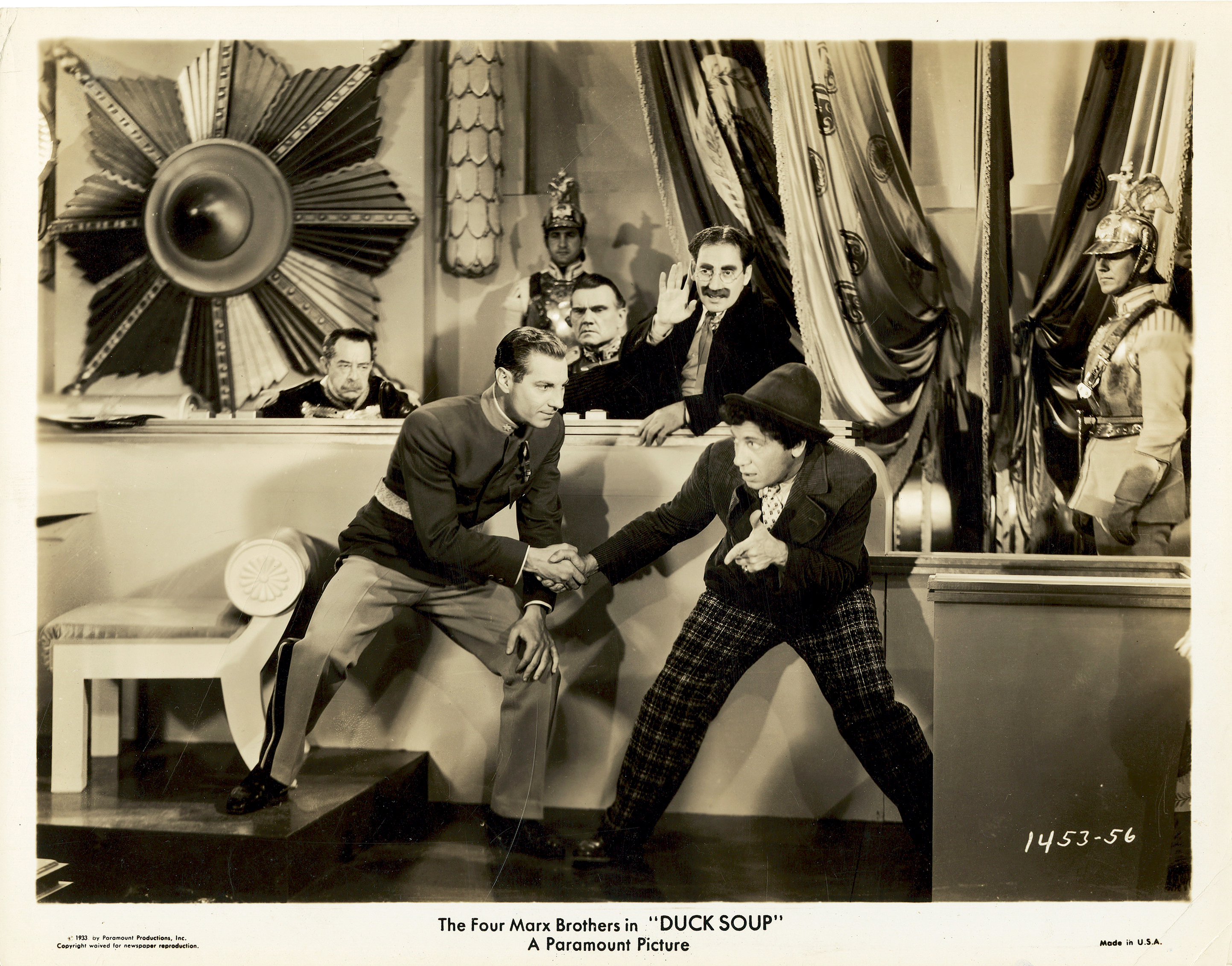
「祖国は戦争に入れり」のシーン

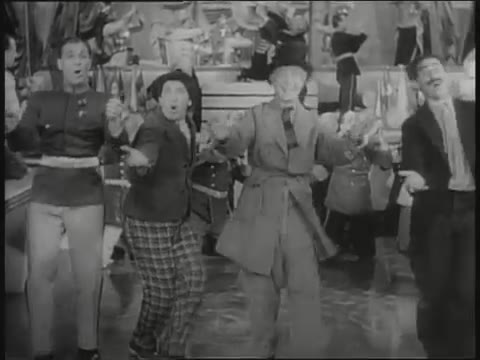
「祖国は戦争に入れり」で踊るマルクス兄弟

『我輩はカモである』（わがはいはカモである、Duck Soup）は、1933年のアメリカ合衆国のコメディ映画。レオ・マッケリー監督、マルクス兄弟主演。パラマウント映画によって公開された最後のマルクス兄弟主演作であり、また、末弟ゼッポ・マルクス最後の出演映画である。
1990年にアメリカ議会図書館によりアメリカ国立フィルム登録簿に登録された。
1998年にAFIが選出した「アメリカ映画ベスト100」において、本作が85位にランクインしている。

## ストーリー
フリードニア共和国は財政難にあえぐ中、実力者のティーズデール夫人に援助を求めた。彼女はルーファスを宰相にするという条件を出したうえで承諾し、かくしてルーファスは首相になる。だが、強引な手法でかえって国内に混乱を招く。
フリードニア共和国の乗っ取りを企てていた隣国シルヴェニアの大使トレンティーノは、夫人に色仕掛けで接近する一方、スパイのチコリーニとピンキーの二人組を送り込む。ルーファスは二人を側近にしたので、混乱に拍車がかかってしまい、ついにシルヴェニアと開戦、議会で首相と国民は「いざ開戦」と歌い狂う。

## キャスト
ルーファス・T・ファイアフライ
演 - グルーチョ・マルクス
フリードニア共和国の新首相。
チコリーニ
演 - チコ・マルクス
シルヴェニアのスパイ。
ピンキー
演 - ハーポ・マルクス
シルヴェニアのスパイ。チコリーニの相棒。しゃべらない。
ボブ・ローランド
演 - ゼッポ・マルクス
ルーファスの秘書官。
グロリア・ティーズデール
演 - マーガレット・デュモント
大富豪の未亡人。
トレンティーノ
演 - ルイス・カルハーン
シルヴェニアの大使。フリードニアの乗っ取りを画策。
ヴェラ・マーケル
演 - ラクウェル・トレス
有名な踊り子。トレンティーノと内通。
レモネード売り
演 - エドガー・ケネディ
ザンダー前首相
演 - エドモンド・ブリーズ
前陸軍大臣
演 - エドウィン・マクスウェル
初代財務大臣
演 - ウィリアム・ウォーシントン
検察官
演 - チャールズ・ミドルトン

## 作品の評価
ファシズムを痛烈に風刺した内容で、数年後のチャールズ・チャップリンの『独裁者』やルネ・クレールの『最後の億萬長者』の先駆的な位置にある。ハーポは撮影中にヒトラーの演説がラジオから流れて不快感を抱きながら演じたと証言している。また、イタリアではムッソリーニにより上映が禁止され「彼らの映画を見て笑ってはならぬ」との命令が下された。
全体的に政治的な色彩が強いが、マルクス兄弟のナンセンスなギャグが満載で、評価が高い。日本ではクレージーキャッツやドリフターズなど後世のコメディアンに大きな影響を与えた。また、議会での群舞「祖国は戦争に入れり」は、戦争による国家の狂乱ぶりを表した名場面とされている。
ひたすらナンセンスな笑いとアナーキーな風刺に徹したために、観客と批評家の理解を得られず封切り時は不評であった。それまで破竹の勢いであったマルクス兄弟のキャリアには大きな痛手となり、パラマウントからMGMに移籍する原因となった。グルーチョは「狂気が過ぎている」と述べ、失敗作とみなしている。
2012年の英エンパイア誌は、「最高のスラップスティックシーン16」（16 Of Cinema’s Greatest Slapstick Moments）の一つに本作のチコ、ハーポ、エドガー・ケネディーの3人のシーンを挙げている。

### ランキング
- 1967年 「映画史上のコメディ・ベスト10」第5位（カナダ、オッタワの映画保存協会が世界40か国の批評家のアンケートにより選出。「モダン・タイムス」と同位。）[5]
- 「AFIアメリカ映画100年シリーズ」
  - 1998年 「アメリカ映画ベスト100」第85位
  - 2000年 「コメディ映画ベスト100」第5位
  - 2007年 「アメリカ映画ベスト100（10周年エディション）」第60位
- 2015年 「史上最高のアメリカ映画100」（英BBC発表）第95位[9]
- 2017年 「史上最高のコメディ映画トップ100」（英BBC発表）第5位[10]
- 2018年 「史上最高のコメディー映画ベスト100」（米『ペースト』発表）3位[11]
- 2021年 「最高のコメディー映画50」（英『エンパイア』誌発表）第28位[12]
- 2022年 「史上最高の映画100」（英『タイムアウト』誌発表）第62位[13]
- 2022年 「史上最高のコメディー映画ベスト100」（英『タイムアウト』誌発表）第19位[14]